# Jung Sun-Yong
Jung Sun-Yong, född den 11 mars 1971, är en sydkoreansk judoutövare.
Hon tog OS-silver i damernas lättvikt i samband med de olympiska judotävlingarna 1996 i Atlanta.